# Džunna
Džunna (japonsky 淳和天皇, Džunna-tennó, asi 786 – 11. června 840) byl padesátý třetí císař Japonska v souladu s tradičním pořadím posloupnosti. Vládl od 29. května 823 do své abdikace 22. března 833.
Princ, jehož osobní jméno (imina) před nástupem na Chryzantémový trůn znělo Ótomo (大伴親王), byl pátým synem 50. císaře Kammua.
Císař Džunna je tradičně uctíván v místě svého mauzolea. Jako místo Džunnova mauzolea stanovil Úřad pro záležitosti japonského císařského dvora Císařské mauzoleum Óharano no Niši no Minenoe no Misasagi (大原野西嶺上陵) v kjótské čtvrti Nišikjó-ku.

## Události za Džunnova života
Po neúspěšné rebelii císaře Heizeie v roce 810, známé jako incident Kusuko, se princ Ótomo stal ve svých 25 letech korunním princem.
Ve 14. roce své vlády císař Saga 30. května 823 abdikoval ve prospěch svého mladšího bratra Ótoma, pozdějšího císaře Džunny.
V 10. roce své vlády císař Džunna 22. března 833 odstoupil z trůnu a nástupnictví (senso) obdržel jeho synovec a adoptovaný syn princ Masara (正良親王), pozdější císař Ninmjó, který krátce nato údajně usedl na trůn (sokui). Poté co císař Džunna odstoupil z trůnu, byli naživu dva bývalí císaři, Saga a Džunna. V té době byl Saga znám jako starší klášterní císař a Džunna byl nazýván mladším klášterním císařem.
Bývalý císař Džunna zemřel 11. června 840 ve věku 55 let. Po jeho smrti se dvořan Jošifusa Fudžiwara zasadil o to, aby na trůn usedl nikoli 2. syn císaře Džunny, korunní princ Cunesada (恒貞親王), jak bylo plánováno, ale nejstarší syn císaře Ninmjóa princ Mičijasu (道康親王). Džunnova smrt připravila cestu pro vzestup moci klanu Fudžiwara.

## Rodina
Císařský princ Ótomo neboli císař Džunna měl 12 manželek, s nimiž zplodil 14 dětí, 6 synů a 8 dcer. Jeho druhorozený syn, císařský princ Cunesada, byl roku 842 zbaven nástupnictví, aby mohl na trůn usednout nejstarší syn císaře Ninmjóa princ Mičijasu, který vešel posléze ve známost jako císař Montoku.